# Halysidota torniplaga
Halysidota torniplaga är en fjärilsart som beskrevs av Gottfried Christian Reich 1935. Halysidota torniplaga ingår i släktet Halysidota och familjen björnspinnare. Inga underarter finns listade i Catalogue of Life.